# Czeski kątek
Czeski kątek (niem. Böhmischer Winkel, cz. Český koutek) – nazwa, jaką w czasach przynależności ziemi kłodzkiej do Niemiec określano niewielki obszar w jej zachodniej części, zamieszkały głównie przez ludność czeskojęzyczną.

## Położenie
Obszar ten rozciąga się na południowy zachód od Błędnych Skał pomiędzy Lewinem a czeskim Náchodem w okolicach Kudowy-Zdroju i obejmował przede wszystkim miejscowości: Czermna (Tscherbeney), Bukowina (Bukowine), Słone (Schlaney), Pstrążna (Strausseney), Jakubowice (Jakobowitz) i Brzozowie (Brzesowie) (obecnie dzielnice Kudowy-Zdroju), Błażejów (Blasewey), Pasterka (Passendorf) i Ostra Góra/Jeżowice (Nauseney/Scharfenberg).

## Historia
Przed wojnami śląskimi tereny te należały do hrabstwa kłodzkiego, które wchodziło w skład Czech (królestwa czeskiego). W 1763 Prusy przyłączyły je do swojej prowincji śląskiej.

## Język
Język, jakim mówiono w tych okolicach, jest określany jako dialekt kłodzki języka czeskiego. Zawiera on wiele dawnych zwrotów i idiomów niewystępujących już we współczesnym języku czeskim.
Według pruskiego spisu ludności z 1900 czeski jako język ojczysty zadeklarowało 3729 osób w powiecie kłodzkim, 710 osób w powiecie bystrzyckim i 458 osób w powiecie noworudzkim. Po I wojnie światowej i rozpadzie Austro-Węgier w 1918 roku pomimo powstania państwa czechosłowackiego większość mieszkańców „Czeskiego zakątka” opowiedziała się za przynależnością do Niemiec.
W roku 1945 ziemia kłodzka została przyłączona do Polski. Stało się to przyczyną krótkotrwałego polsko-czechosłowackiego konfliktu granicznego. Większość z 5.100 czeskich mieszkańców czeskiego kątka wyjechała do pobliskiej Czechosłowacji, gdzie urzędował w Nachodzie tzw. „Komitet Kłodzki”, pomagający przesiedleńcom w znalezieniu mieszkania i pracy. Dla mieszkańców tego terenu w roku 1947 otwarto szkołę z czeskim, a następnie w roku 1952 z niemieckim językiem nauczania. Ze względu na emigrację autochtonów do RFN w latach 50. XX w. szkołę zamknięto w roku 1960. W tym okresie liczba Czechów wynosiła około 500 osób. W 2009 tylko cztery osoby były Czechami.

## Miejscowości
1. Słone (czes. Slané)
2. Brzozowie (czes. Březová)
3. Czermna (czes. Velká Čermná)
4. Zakrze (czes. Žakš)
5. Kudowa-Zdrój (czes. Lázně Chudoba)
6. Błażejów (czes. Blažejov)
7. Jakubowice (czes. Jakubovice)
8. Pstrążna (czes. Stroužné)
9. Bukowina (czes. Bukovina)
10. Pasterka (czes. Pasterkov)
  1. Ostra Góra (czes. Nouzín)
  2. Ostra Góra (część) (czes. Ostrá Hora)

## Literatura
- Václav Černý: Kladský sborník. Druzstevní Práce, Praha 1946
- Josef Št. Kubín: České Kladsko. Nástin lidopisný. Národopisné Společnosti ČSL, Praha 1926
- Eva Koudelková: Byli jsme tam doma. Vzpomínky pamětniků na dětství v Českém koutku. Nakladatelství Bor, Liberec 2017
- Franz Albert, Die Grafschaft Glatz kein Tschechenland. Verein für Glatzer Heimatkunde 1921.
- Ferdinand Graf von Magnis, Das Glatzer Land in seiner Beziehung zu Böhmen und Schlesien. Freudenberg-Rauenberg 1990. S. 155
- Arno Lubos, Das tschechische Volkstum in der Grafschaft Glatz. In: Ders., Deutsche und Slawen, Wien 1974, ISBN 3-203-50510-X. S. 29–53
- Lydia Baštecká, Ivana Ebelová: ‘Náchod’, Náchod 2004, ISBN 80-7106-674-5, S. 249–250
- Zdenek Bil, Der Böhmische Winkel. Grafschafter Bote 2/1999, S. 14–16
- Albert Hansch, Vom Hummel zur Heuscheuer. Leimen/Heidelberg 1976
- Wolfgang Mader, Die Westecke der Grafschaft Glatz. In: Bunte Bilder aus dem Schlesierlande. Breslau 1898, S. 300
- Růžena Hlušičková, Kladsko a Československo v letech 1945-1947. In: Kladský sborník – Supplementum 1, Hradec Králové 1999
- Milič Čapek, A key to Czechoslovakia. The territory of Kladsko. New York 1946
- Stanisław Rospond, Dzieje polszczyzny śląskiej. Katowice 1959